# Black Swan (BTS)
Black Swan è un singolo del gruppo musicale sudcoreano BTS, pubblicato il 17 gennaio 2020 come primo estratto dal settimo album in studio Map of the Soul: 7.

## Descrizione
Black Swan è una canzone appartenente ai generi cloud rap ed emo hip hop con un tempo di 147 battiti per minuto e una tonalità di re minore. È scritta da Pdogg, che fa anche da produttore, insieme a RM dei BTS, August Rigo, Vince Nantes e Clyde Kelly. Pdogg ha realizzato il beat, mentre i membri dei gruppo e gli altri autori la melodia. La traccia audio che accompagna l'art film diffuso in concomitanza con l'uscita del singolo è diversa da quella effettivamente in commercio, alla cui base aggiunge il suono degli archi e le voci a cappella degli interpreti, mentre la versione in studio utilizza riff di chitarra prodotti con un sintetizzatore al posto dei violini.
Il pezzo si apre con il riff orientale e contiene una melodia rapsodica e voci distorte. Secondo Carolyn Droke di Uproxx, opta "per un suono più essenziale, con il violino a costituire la maggior parte della strumentale della canzone accompagnato solo dalle voci estese dei BTS". Le voci processate dei membri del gruppo si sovrappongono tra loro per mostrare che sono un'unica unità, e il sound minimalista rappresenta la sottomissione interiore. Jochan Embley dell'Evening Standard ha evidenziato l'utilizzo del gayageum, uno strumento tradizionale coreano a 12 corde, nella base.
Secondo Yonhap News, in Black Swan i BTS proseguono l'esplorazione del proprio io interiore iniziata in Map of the Soul: Persona, focalizzandosi sulla propria identità di artisti. Il comunicato stampa associa il cigno nero del titolo al momento in cui la musica cessa di essere importante per un artista, ma quest'ultimo capisce che essa è l'unica cosa che gli rimanga. Nel testo i BTS esprimono la paura di perdere interesse per la loro arte, presa in considerazione con calma nei versi rap e con un cauto panico nei ritornelli, con i cantanti che "stringono le voci come il filo di una garrota". Tale eventualità viene paragonata alla morte, con RM che rappa: "Se non riesce più a risuonare, se non mi fa più vibrare il cuore, allora forse è così che muoio della mia prima morte".

## Esibizioni dal vivo
La prima esibizione live di Black Swan è avvenuta il 28 gennaio 2020 al The Late Late Show with James Corden, con una coreografia del ballerino brasiliano Sérgio Reis. Rafforzando il messaggio della canzone, contiene movimenti ondulatori simili a quelli dell'acqua che scorre, e pose da uccello. In Corea del Sud è stata eseguita a M Countdown il 27 febbraio, a Music Bank il 28 febbraio e a Inkigayo il 1º marzo 2020.
Black Swan ha chiuso la terza giornata della BTS Week organizzata dal The Tonight Show Starring Jimmy Fallon il 1º ottobre 2020, e il gruppo si è esibito all'interno di una cattedrale fatiscente. Una sua versione esclusivamente strumentale è stata presentata ai Melon Music Award il 5 dicembre 2020, accompagnata da una coreografia ispirata alla danza classica che ha coinvolto dozzine di ballerine, e contenente un pas de deux eseguito da Jungkook e Jimin.

## Video musicali
Il singolo è stato accompagnato dalla pubblicazione su YouTube di un "art film" da cinque minuti, diretto da Choi Yong-seok dello studio Lumpens, in cui la compagnia di danza slovena MN Dance Company esegue una coreografia contemporanea appartenente alla categoria delle danze interpretative. La coreografia è stata ideata nell'ottobre 2019 dai fondatori della compagnia, Michal e Nastja Rynia, e il video girato all'Hawthorne Mall, un centro commerciale abbandonato di Hawthorne, Los Angeles, nel dicembre successivo. La clip, ispirata al film del 2010 Il cigno nero, si apre con la citazione di Martha Graham "Un ballerino muore due volte – una quando smette di danzare, e questa prima morte è la più dolorosa", prima di mostrare sette ballerini in un centro commerciale abbandonato, con il danzatore principale, rappresentante il "cigno nero", che combatte cercando di scappare dalle altre sei figure, vestite di nero. L'esibizione termina con il ballerino che viene sollevato in aria dagli altri mentre sbatte le braccia in un'imitazione del volo. Nell'interpretazione di Delia Harrington per Tor, nel corso del video il danzatore prova a lasciarsi alle spalle i propri demoni, rappresentati dai sei compagni, ma, non riuscendo a separarsi dalla propria paura, accetta infine la propria oscurità interiore, assumendone il comando affinché lo aiuti a spiccare il volo. Visivamente il video esplora "la lotta tra emozioni contrastanti" proposta dai BTS nei testi reinterpretata dai ballerini.
Il 5 marzo 2020 è stato caricato online il video musicale con protagonisti i BTS, sempre diretto da Choi Yong-seok. In un rimando a Il lago dei cigni, il gruppo inscena la trasformazione da essere umano a cigno esibendosi sul palco del Los Angeles Theatre. La clip include riferimenti al concetto di "ombra" teorizzato da Carl Jung, al film Il cigno nero, del quale replica alcuni momenti, e al video musicale di Blood Sweat & Tears degli stessi BTS. Dal caricamento al 15 gennaio 2024 ha raccolto 500 milioni di visualizzazioni.
Entrambi i video sono stati commentati positivamente dai critici musicali. Stephen Thompson di NPR ha definito l'art film "riccamente coreografato" e ha segnalato come "rifletta bene il messaggio della canzone – sul rapporto teso degli artisti con il lavoro che li mantiene". Christie D'Zurilla, scrivendo per il Los Angeles Times, l'ha giudicato "creativo", parere condiviso anche da Corey Atad di ET Canada, che ha lodato la "bellissima danza interpretativa". Hugh McIntyre di Forbes ha descritto l'esibizione della troupe come "emozionante ed eccezionale", con "la giustapposizione tra le loro movenze e i beat trap-pop [che] ha creato una visione inaspettatamente piacevole", mentre Robin Murray di Clash l'ha ritenuto "affascinante da guardare". Nella sua recensione per Vulture, Rebecca Alter ha giudicato il secondo video "perfetto". Lake Schatz di Consequence ha scritto che "la danza audace e squisita del gruppo è travolgente in sé, ma simboleggia anche una trasformazione simile a quella di un cigno, mentre alla fine i BTS scambiano i loro completi bianchi con quelli neri". Matt Moen di Paper Magazine l'ha definito "positivamente mozzafiato".

## Accoglienza
| Recensione | Giudizio |
| ---------- | -------- |
| IZM        |          |

Black Swan è stata lodata dai critici musicali, diversi dei quali ne hanno elogiato il testo. Crystal Bell di MTV l'ha definita "il singolo più oscuro" del gruppo dopo la pubblicazione di Fake Love nel 2018, scrivendo che rappresenta i BTS "al massimo della loro crudezza e inflessibilità". Recensendo per Billboard, Tamar Herman ha approvato "la suggestiva e inquietante miscela di strumentali tristi e ritmi trap" che "esplora[no] l'idea artistica di come perdere l'amore per il proprio mestiere sia simile alla morte", mentre Raisa Bruner del Time l'ha inserita tra le cinque canzoni migliori della settimana e ha esaltato la "concentrazione sui dettagli" che ha portato alla creazione di "un labirinto di narrazioni connesse che fondono le immagini visive ai testi e al sound della canzone". Rhian Daly di NME ha definito Black Swan "una palla curva ossessiva e malinconica" che devia "da un'immediata scelta a favor di radio", mettendo "l'arte prima dell'attrazione di massa". Scrivendo per Clash, Robin Murray l'ha presentata come "un ritorno straordinario, che conduce il loro modello pop infinitamente attraente in paesaggi anticonformisti". Per Sara Delgado di Teen Vogue, è una traccia "riflessiva" caratterizzata dall'uso del "simbolismo universale del cigno nero che invoca le nozioni di 'ombra'" e nella quale "come le figure di Odette e Odile ne Il lago dei cigni di Čajkovskij, i membri sembrano sottolineare le caratteristiche giustapposte di luce e ombra che costituiscono le nostre immagini pubbliche". Nella sua recensione per Consequence, Hannah Zwick ha lodato la "splendida fusione di ritmi di batteria trap e archi, rap e voci, che crea un'atmosfera d'ansia prima ancora di leggere il testo", definendola "un chiaro pezzo forte dell'album", e il sito l'ha inserita tra le venticinque canzoni migliori uscite durante i primi sei mesi del 2020. Lenika Cruz del The Atlantic l'ha indicata come traccia di spicco, scrivendo che ha "un tema opportunamente profondo per un brillante disco pop di indicibile profondità". Dazed l'ha scelta come 16ª canzone K-pop migliore dell'anno, mentre Insider l'ha inserita al 6º posto nella classifica dei trenta pezzi più belli del 2020, descrivendolo come un singolo "affascinante" che "suona come ansia e panico [...] ma sembra il fulcro e lo sprezzo che risplendono attraverso quella nebbia emotiva, come un faro". La testata l'ha inclusa anche in un'ulteriore top 10 annuale, scrivendo che il contrasto tra la produzione "lussureggiante e teatrale" e i testi sull'insicurezza e la paura era "sbalorditivo" e comunicava "un trionfo emotivo conquistato a fatica che trascende il linguaggio o anche il gusto musicale".
Il 18 marzo 2022, Rolling Stone l'ha inserita in posizione 7 nella lista delle 100 canzoni migliori del gruppo.

## Tracce
1. Black Swan – 3:18 (Pdogg, RM, August Rigo, Vince Nantes, Clyde Kelly)

## Formazione
Crediti tratti dalle note di copertina di Map of the Soul: 7.
Gruppo
- Jin – voce
- Suga – rap
- J-Hope – rap, ritornello
- RM – rap, scrittura
- Park Ji-min – voce
- V – voce
- Jeon Jung-kook – voce, ritornello

Produzione
- DJ Riggins – missaggio
- Hiss noise – editing digitale
- Jaycen Joshua – missaggio
- Clyde Kelly – scrittura
- Vinces Nantes – scrittura
- Pdogg – scrittura, tastiera, sintetizzatore, arrangiamento voci, arrangiamento rap, registrazione
- Jacob Richards – missaggio
- August Rigo – scrittura
- Max Seaberg – missaggio

## Classifiche

### Classifiche settimanali
| Classifica (2020-22) | Posizione massima |
| -------------------- | ----------------- |
| Australia            | 87                |
| Austria              | 62                |
| Belgio (Fiandre)     | 73                |
| Canada               | 63                |
| Corea del Sud        | 7                 |
| Estonia              | 11                |
| Francia              | 117               |
| Germania             | 77                |
| Grecia               | 16                |
| Irlanda              | 49                |
| Lettonia             | 73                |
| Lituania             | 16                |
| Malaysia             | 1                 |
| Regno Unito          | 46                |
| Repubblica Ceca      | 69                |
| Singapore            | 2                 |
| Slovacchia           | 62                |
| Stati Uniti          | 57                |
| Svezia               | 93                |
| Svizzera             | 45                |
| Ungheria             | 37                |
| Vietnam              | 59                |

### Classifiche di fine anno
| Classifica (2020) | Posizione |
| ----------------- | --------- |
| Corea del Sud     | 44        |

## Riconoscimenti
- Circle Chart Music Award[75]
  - 2021 – Candidatura Canzone dell'anno – gennaio